# Levantamiento por helada

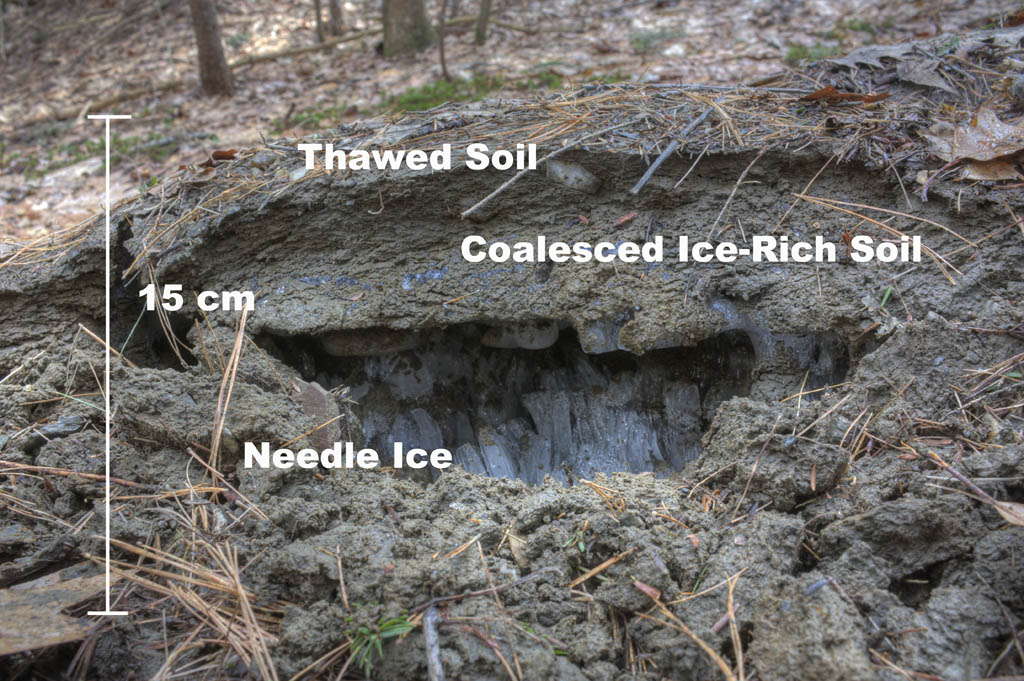
Anatomía de un tirón de escarcha durante el deshielo primaveral. El lado de un oleaje de 6 pulgadas (15 cm) al que se le quitó el suelo para revelar (de abajo hacia arriba):
· Hielo en forma de aguja, que se ha extruido desde el frente de congelación a través del suelo poroso de un nivel freático debajo
· Rico en hielo fusionado suelo, que ha estado sujeto a congelación-descongelación
· Suelo descongelado en la parte superior.
Fotografía tomada el 21 de marzo de 2010 en Norwich, Vermont

El levantamiento por heladas (o un criolevantamiento) es una hinchazón hacia arriba del suelo durante condiciones de congelación causada por una presencia creciente de hielo a medida que crece hacia la superficie, hacia arriba desde la profundidad del suelo donde las temperaturas de congelación han penetrado en el suelo (el frente de congelación o límite de congelación). El crecimiento del hielo requiere un suministro de agua que entregue agua al frente de congelación a través de la acción capilar en ciertos suelos. El peso del suelo suprayacente restringe el crecimiento vertical del hielo y puede promover la formación de áreas de hielo en forma de lente dentro del suelo. Sin embargo, la fuerza de una o más lentes de hielo en crecimiento es suficiente para levantar una capa de suelo, tanto como 1 pie (0,30 metros) o más. El suelo a través del cual pasa el agua para alimentar la formación de lentes de hielo debe ser lo suficientemente poroso para permitir la acción capilar, pero no tanto como para romper la continuidad capilar. Dicho suelo se denomina "susceptible a las heladas". El crecimiento de las lentes de hielo consume continuamente el agua que asciende en el frente de congelación. El levantamiento de escarcha diferencial puede agrietar las superficies de las carreteras, lo que contribuye a la formación de baches en primavera, y dañar los cimientos de los edificios. Es posible que se produzcan heladas en edificios de almacenamiento en frío y pistas de hielo refrigerados mecánicamente.
El hielo en forma de aguja es esencialmente un levantamiento de escarcha que ocurre al comienzo de la temporada de heladas, antes de que el frente de congelamiento haya penetrado muy profundamente en el suelo y no haya una sobrecarga de suelo para levantar como un levantamiento de heladas.